# Лисін Борис Савелійович
Борис Савелійович Лисін (4 серпня 1883, Новоград-Волинський — 22 листопада 1970, Київ) — український радянський хімік-технолог, доктор технічних наук, професор (з 1921 року), академік АН УРСР (з 22 лютого 1939 року).

## Життєпис
Народився 4 серпня 1883 в місті Новограді-Волинському. Після навчання в Рівненському реальному училищі в 1903 році вступив до Київського політехнічного інституту. У 1909 році успішно закінчив політехнічний інститут і був запрошений на кафедру будівельних матеріалів та мінеральних речовин, де працював викладачем і асистентом професора К. Г. Дементьєва. З перших днів роботи на кафедрі брав активну участь у науковій роботі, укладанні підручників з хімічної технології силікатів. У 1917 році колектив КПІ обрав Б. С. Лисіна головою Ради викладачів інституту. В тому ж році він був делегатом першої Всеросійської наради з реформи вищої школи в Петрограді, де представляв праці викладачів КПІ. В 1919 році був залучений до роботи в Комісії з вивчення природних ресурсів України, яку очолював академік В. І. Вернадський. У 1921 році заснував кафедру силікатів КПІ і впродовж багатьох років очолював її. З 1923 по 1928 рік також працював деканом хімічного факультету КПІ. У 1940 році був призначений також директором Інституту мінеральної сировини АН УРСР.
В 1950 році Б. С. Лисіну спільно з кандидатом технічних наук О. В. Череповою присуджено Сталінську премію за дослідження та впровадження ефективних безолов'яних та безсвинцевих емалей.

Могила Бориса Лисіна

Помер 22 листопада 1970 року. Похований в Києві на Байковому кладовищі.

### Родина
Донька — науковиця-матеріалознавиця Ірина Корнілович (1915—1982). Онук — науковець-хімік, доктор хімічних наук Борис Корнілович (1950—2021). Зять — науковець-матеріалознавець, доктор технічних наук Юрій Корнілович (1909—1963).

## Наукова діяльність
Основні праці присвячені технології силікатів і будівельних матеріалів, вивченню властивостей силікатної сировини СРСР і науковому обґрунтуванню найновіших способів її переробки. Серед них:
- «Керамікові каналізаційні труби. Виробництво та визначення їх технічних переваг», Київ. 1916;
- «Глина і глиняна промисловість в Україні», Київ, 1918;
- «Виробництво порцеляни та фаянсу. Сировина. Переробка. — Контроль. — Розрахунок», Київ. 1923;
- «Матеріали до вивчення каолінів Україні. Стандарти. Методи досліджень Пропромислова цінність», Київ. 1929 (у співавторстві з К. А. Галабуцькою);
- «Вивчення структури в'яжучих речовин за методом цементографії», «Известия Київського ордена Леніна політехнічного інституту», 1954, т. 15, стор 202—219 (у співавторстві з Ю. Є. Корниловичем)[3].

Практичне значення мали його розробки в галузі раціоналізації каолінової і фарфоро-фаянсової промисловості України. Важливими є також дослідження глин та цементної сировини УРСР.

## Вшанування пам'яті
На честь вшанування 125-річчя від дня народження академіка Б. С. Лисіна за ініціативою Новоград-Волинської міськради одній з центральних вулиць Новоград-Волинського присвоєно ім'я Бориса Лисіна.
В Києві, в корпусі № 1 Національного технічного університету, розташованого за адресою Берестейський проспект, 37, в коридорі першого поверху встановлений гіпсовий барельєф академіка Лисіна.